# Fairchild AC-119

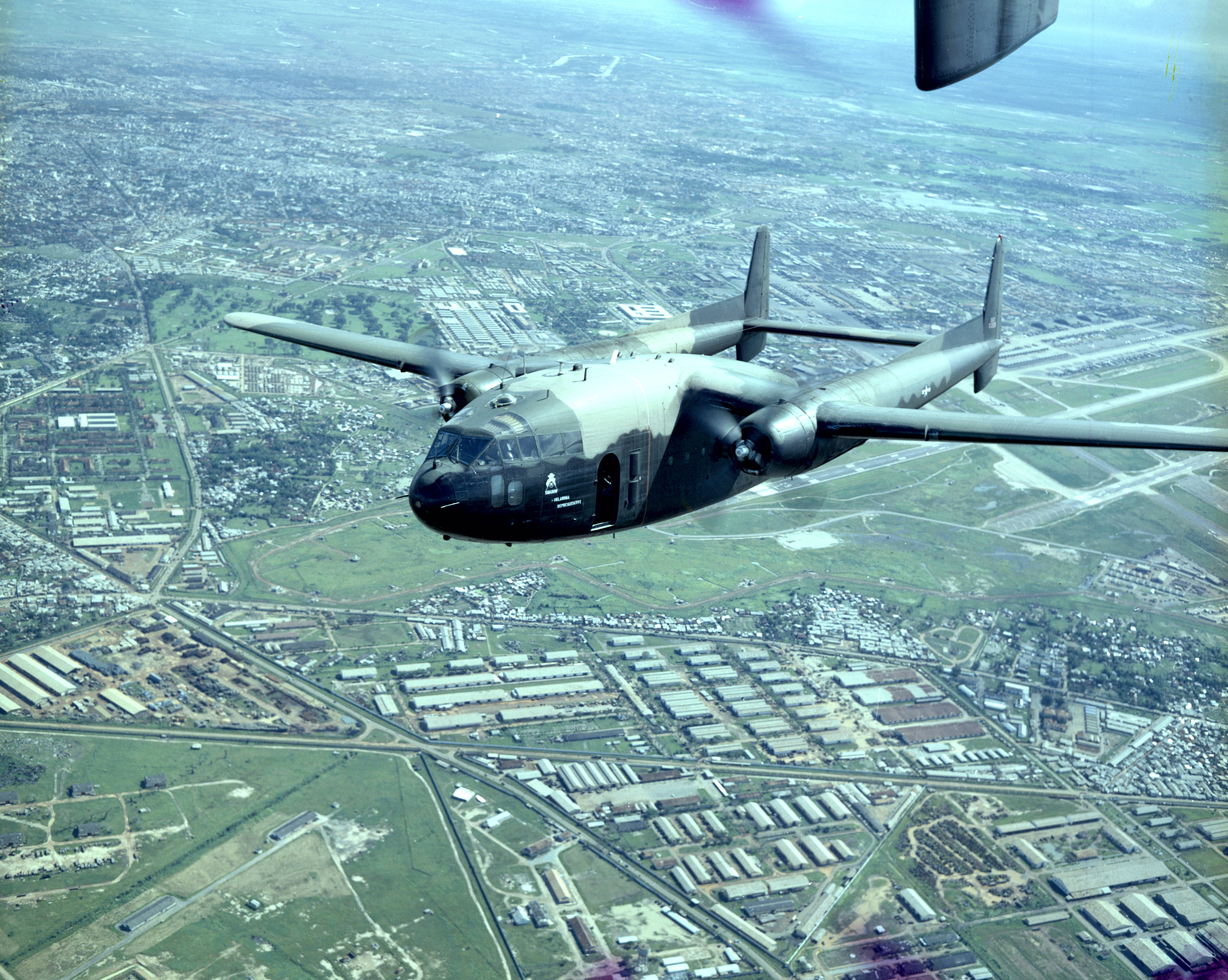
Fairchild AC-119G du 17th SOS au Sud-Vietnam en 1970.

Le Fairchild AC-119G Shadow et AC-119K Stinger sont deux variantes d'un avion de type gunship d'attaque au sol et d'appui aérien rapproché développé par l'United States Air Force durant la guerre du Viêt Nam construit à 52 exemplaires.
Fondé sur l'avion de transport Fairchild C-119 Flying Boxcar, il entra en service en novembre 1968 dans l'USAF qui l'utilisa jusqu'en 1971 puis les transféra à l'armée de l'air de la République du Viêt Nam, qui l'utilisa jusqu'à sa défaite en 1975.
Cet avion a remplacé le AC-47 Spooky et est venu compléter le Lockheed AC-130.

## Conception et développement

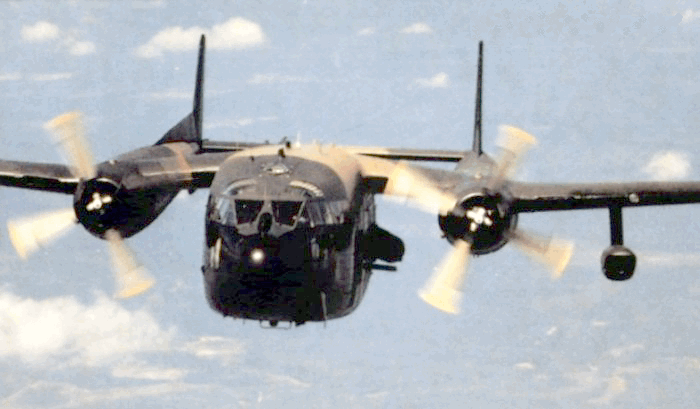
Un Fairchild C-119 Flying Boxcar du 18eme Escadron de vol de test (18th Flight Test Squadron), lors des phases d'essai de l'appareil.

Fin 1967, les avions de combat avaient un tel succès que l'US Air Force avait des difficultés à satisfaire les demandes. Les nouveaux AC-130 issus du projet Gunship II étaient efficaces, mais étaient principalement utilisés pour l'interdiction de la piste Hô Chi Minh. En outre, le C-130 était en service en tant que transport, vital pour l'effort de guerre en Asie du Sud. La Force aérienne avait désespérément besoin d'un gunship pour remplacer les AC-47, vulnérables et manquant de puissance, dans le rôle de soutien aérien rapproché (CAS), ainsi que pour épauler les AC-130 dans l'attaque de cibles sur la piste Ho Chi Minh.
Le Fairchild C-119 Flying Boxcar représentait un choix évident, il avait été retiré du service en première ligne remplacé par les C-123 et C-130, et le stock de cellules disponibles dans les réserves de l'US Air Force était suffisant. Le 17 février 1968, en application du programme Projet Gunship III de l'USAF, un contrat est signé avec Fairchild-Hiller, qui était chargé des conversions de 52 avions.  
26 C-119G ont été transformés en AC-119G standard, initialement sous le nom de "Creep", on leur a attribué l'indicatif "Shadow" plus tard. Ces avions étaient principalement destinés à remplacer le CA-47 dans le rôle CAS.
26 autres C-119G sont transformés en AC-119K principalement pour le rôle «chasseur de camion» sur la piste Ho Chi Minh. Ces avions ont été appelés "Stingers" principalement par référence aux deux canons Vulcan M61 de 20 mm qu'ils portaient, en plus des quatre miniguns GAU-2/A de l'AC-119G. L'AC-119K pouvait être distingué visuellement par l'ajout de deux turboréacteurs General Electric J85 dans des fuseaux sous les ailes. Les transformations furent effectuées dans l'usine Fairchild-Hiller de Saint Augustine, en Floride et le premier livré le 27 mai 1968.
Projet Gunship III, venant de la série des AC-130, l'AC-119 dans ses deux versions était plus avancé que l'AC-47.
Même les TIC AC-119G étaient équipés d'ECM et radar dernier cri ainsi que de technologies plus conventionnelles comprenant un projecteur au xénon AVQ-8, un système de visée nocturne et un lanceur de leurres LAU-74.
Le AC-119K, conçu pour frapper des camions sur la piste Ho Chi Minh, était plus avancé. Étaient compris dans la transformation un AN/APN-147 radar de navigation doppler, AN/AAD-4 imagerie infrarouge frontale (FLIR), AN/APQ-133 radar de balise et suivi à visée latérale et AN/APQ-136 radar de recherche.
L'armement pour les deux avions était plus simple que celui de l'AC-130. L'AC-119G avait quatre miniguns GAU-2A/A dans des nacelles SUU-11A/A, un montage similaire à celui utilisé sur les premiers AC-47. Comme sur les derniers modèles de AC-47, ceux-ci ont été rapidement remplacés par des nacelles MXU-470/A construites pour ces miniguns. L'AC-119K qui a besoin de plus de puissance et de portée pour des véhicules, fut équipé de deux canons M61 de 20 mm, en plus des quatre Miniguns de l'AC-119G.

## Histoire opérationnelle

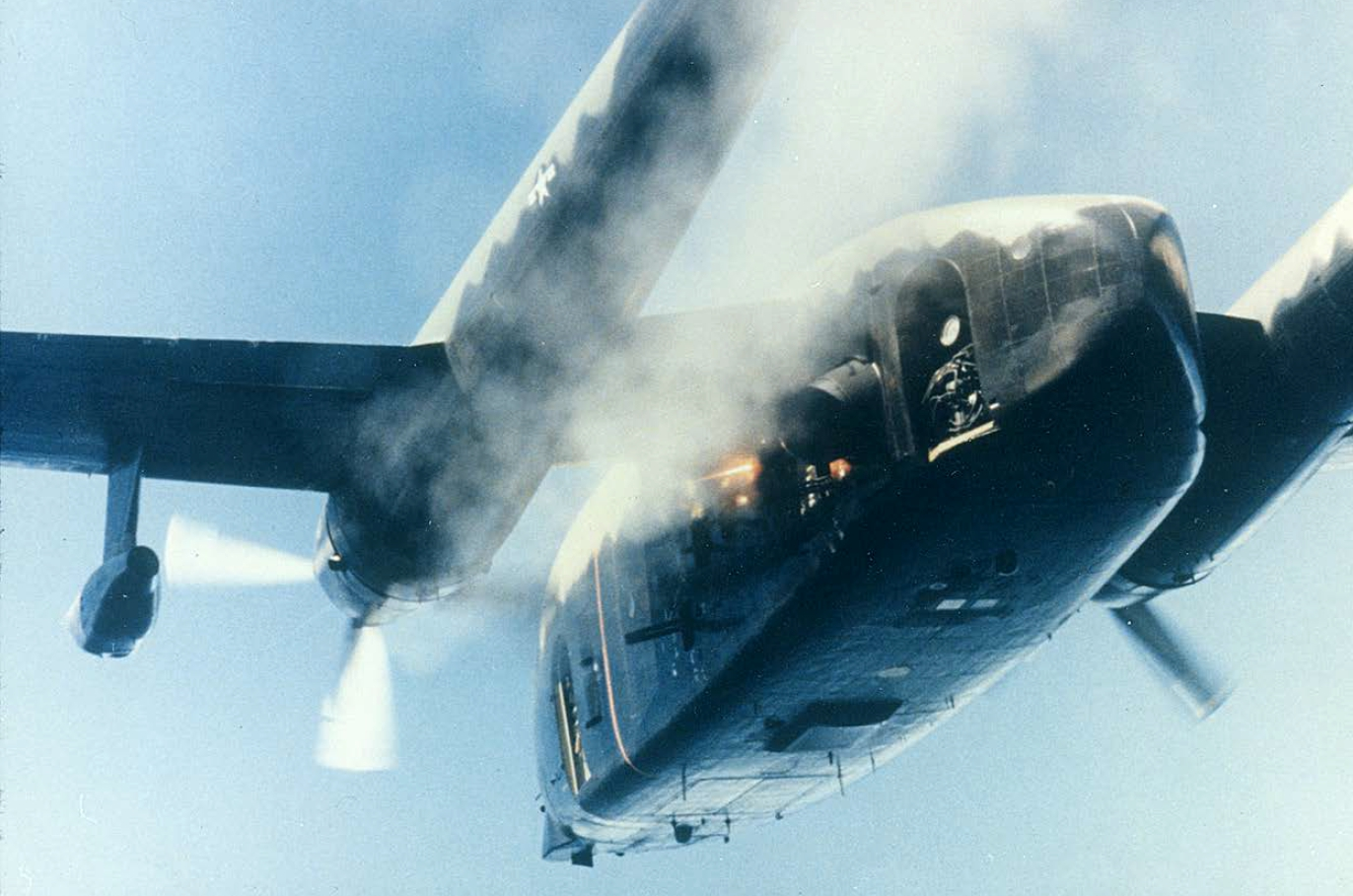
Un AC-119K du 18th SOS ouvrant le feu avec un minigun en 1970.

En novembre 1968, l'avion est déployé au Viêt Nam et rejoint la 14th Special Operations Wing (en) à Nha Trang. Les AC-119G équipent le 71st Special Operations Squadron (en) qui avait été formé à partir du 71st Troop Carrier Squadron de réserve situé à Columbus, en Indiana. Lorsque les 71 SOS de réserve retournent aux États-Unis, en 1969, les avions de combat sont pris en charge par le nouvellement formé 17e SOS.
Les AC-119K ont été confiés au 18th Special Operations Squadron (en). Avec l'ajout des deux modèles, le 14 SOW pendant un temps, en 1968, volait sur huit avions différents depuis dix bases différentes au Sud-Viêt Nam ; en 1969, il dispose de 16 AC-119G et 12 119K opérant depuis cinq bases. Le 14 SOW fut démantelé en 1971. Un petit nombre a continué à être exploité à Hurlburt Field, en Floride, jusqu'en automne 1972. Le AC-119 a été réformé peu de temps après de l'US Air Force. Les AC-119G et 119K ont continué à servir en très petit nombre dans l'armée de l'air du Vietnam (en) jusqu'à la réunification de facto du pays en 1975. Pendant la guerre du Viêt Nam, seulement cinq AC-119 gunship ont été perdus toutes causes confondues.

## Opérateurs
États-Unis
- United States Air Force

 Viêt Nam du Sud
- Force aérienne vietnamienne

## Avions exposés
- Le AC-119G Shadow, s/n 53-3144, est exposé à l'Air Commando Heritage Park de Hurlburt Field, Floride[6].

### Développement lié
- Fairchild C-119 Flying Boxcar

### Aéronefs comparables
- Alenia AC-27J
- Douglas AC-47 Spooky
- Fairchild NC-123K
- Lockheed AC-130
- Lockheed AP-2H Neptune